# Sleepers
Sleepers är en amerikansk thrillerfilm från 1996 i regi av Barry Levinson, som även producerat filmen tillsammans med Steve Golin och skrivit filmens manus. Manuset är baserat på Lorenzo Carcaterras roman Sleepers. I huvudrollerna syns bland andra Kevin Bacon, Robert De Niro, Dustin Hoffman, Jason Patric och Brad Pitt. Filmen hade världspremiär i USA och Kanada den 18 oktober 1996. Den hade svensk premiär den 10 januari 1997 och är tillåten från 15 år.
Begreppet "Sleeper" avser en tonåring som är dömd att avtjäna straff på längre än nio månader på statlig inrättning.

## Handling
Filmen utspelar sig i Hell's Kitchen i New York under 1960-talet. Fyra tonåringar spelar basket och arbetar för traktens gangstrar under sin fritid. När en stöld nästan orsakar en mans död sänds pojkarna till en ungdomsvårdsskola där de utsätts för misshandel och sexuella övergrepp av vakterna. De beslutar sig för att hemlighålla sina upplevelser. 11 år senare upptäcker två av dem en av vakterna på en bar....

## Rollista i urval
- Kevin Bacon – Sean Nokes
- Robert De Niro – Robert "Bobby" Carillo
- Dustin Hoffman – Danny Snyder
- Bruno Kirby – Mr. Carcaterra, Shakes far
- Jason Patric – Lorenzo 'Shakes' Carcaterra
  - Joe Perrino – Shakes som ung
- Brad Pitt – Michael Sullivan 
  - Brad Renfro – Michael Sullivan som ung
- Ron Eldard – John Riley
  - Geoffrey Wigdor – John Riley som ung
- Billy Crudup – Thomas "Tommy" Marcano 
  - Jonathan Tucker – Tommy Marcano som ung
- Vittorio Gassman – Benny 'King Benny'
  - Sean Patrick Reilly – 'King Benny' som ung
- Terry Kinney – Ralph Ferguson
- Frank Medrano – 'Fat' Mancho
- Minnie Driver – Carol Martinez 
  - Monica Polito – Carol Martinez som ung
- Peter McRobbie – Advokat
- Eugene Byrd – Rizzo Robinson
- Jeffrey Donovan – Henry Addison
- Wendell Pierce – Eddie 'Little Caesar' Robinson

## Om filmen
Filmen är inspelad i Hoboken, New Jersey, i Newtown, Connecticut, och i New York.

## Musik i filmen
- "Hurdy Gurdy Man", skriven och framförd av Donovan
- "Walk Like a Man", skriven av Bob Crewe och Robert Gaudio, framförd av Frankie Valli & The Four Seasons
- "Witchi Tai To", skriven av James G. Pepper, framförd av Everything Is Everything
- "Gimme Some Lovin"', skriven av Stevie Winwood, Muff Winwood och Spencer Davis, framförd av Spencer Davis Group
- "Bird Dance Beat", skriven av George Garrett, framförda av The Trashmen
- "All Alone", skriven av Irving Berlin, framförd av Doris Day
- "My Eyes Adored You", skriven av Kenny Nolan och Bob Crewe, framförd av Frankie Valli
- "Tainted Love (Where Did Our Love Go)", skriven av Edward C. Cobb, Brian Holland, Lamont Dozier och Edward Holland Jr, framförd av Soft Cell
- "Bang Bang", skriven av Joe Cuba och Jim Sabater, framförd av Joe Cuba Sextet
- "Catch a Wave", skriven av Brian Wilson och Mike Love, framförd av The Beach Boys
- "Boogie Bands and One Night Stands", skriven av Greg Dempsey, framförd av Kathy Dalton
- "December, 1963 (Oh, What a Night)", skriven av Robert Gaudio och Judy Parker, framförd av Frankie Valli & The Four Seasons
- "Good Vibrations", skriven av Brian Wilson och Mike Love, framförd av The Beach Boys
- "Memories Are Made of This", skriven av Terry Gilkyson, Rich Dehr och Frank Miller, framförd av Dean Martin
- "Alone Again, Or", skriven av Brian MacLean, framförd av Love
- "I'll Never Stop Loving You", skriven av Sammy Cahn och Nicholas Brodszky, framförd av Doris Day
- "Early in the Morning", skriven av Lonnie Simmons, Charles Wilson och Rudy Taylor, framförd av The Gap Band
- "The Warmth of the Sun", skriven av Brian Wilson och Mike Love, framförd av The Beach Boys

## Utmärkelse
- 1998 - ALFS Award - Årtes kvinnliga brittiska biroll, Minnie Driver
- John Williams blev även Oscarsnominerad för sin insats i filmen i kategorin bästa filmmusik 1997.